# Kontaktgebärde
Eine Kontaktgebärde (englisch contact sign oder fortgeschrittener contact sign language) ist eine Varietät oder ein Sprachstil, der durch den Kontakt zwischen gehörlosen Personen, die eine Gebärdensprache verwenden, und hörenden Personen, die eine gesprochene Sprache verwenden (oder die geschriebene oder manuell kodierte Form der gesprochenen Sprache), entsteht. Kontaktsprachen entstehen auch zwischen verschiedenen Gebärdensprachen, obwohl zur Beschreibung solcher Phänomene der Begriff Pidgin und nicht der Begriff Kontaktgebärden verwendet wird.
Kontaktgebärden werden charakterisiert als „eine Gebärdensprache, die sowohl Elemente einer natürlichen Gebärdensprache als auch der umgebenden mündlichen Sprache aufweist“.

## Sprachkontakt
Sprachkontakt ist in den meisten Gehörlosencommunities  äußerst verbreitet, die fast immer in einer Kultur der vorherrschenden gesprochenen Sprache (des Hörens) angesiedelt sind. Gehörlose sind von früher Kindheit an der sie umgebenden gesprochenen Sprache ausgesetzt, und sei es nur in visueller Form, wie Lippenlesen oder Schreiben. Im Alltag ist es für Gehörlose nicht ungewöhnlich, mit gesprochenen Sprachen in Kontakt zu kommen. Hörende Eltern und Lehrer gehörloser Kinder sind, sofern sie überhaupt gebärden, normalerweise Zweitsprachlerner und ihr Gebärdenstil wird Merkmale von Interferenzen mit der gesprochenen Sprache aufweisen. Zu einer Vermischung von Sprachen und Modi kann es auch beim Dolmetschen zwischen einer Lautsprache und einer Gebärdensprache kommen.
Obwohl sich Gebärdensprachen von Gehörlosen von gesprochenen Sprachen unterscheiden, da sie einen anderen Wortschatz und eine andere Grammatik haben, ist es oft schwierig, eine Grenze zwischen beiden zu ziehen. Es wird oft ein sprachliches „Kontinuum“ zwischen Gebärden mit einer starken Gebärdengrammatik und Gebärden mit einer starken gesprochenen Grammatik beschrieben, dessen mittlere Bereiche oft als Kontaktgebärden (oder Pidgin-Gebärden) bezeichnet werden. In einem Gespräch zwischen einem Muttersprachler und einem Zweitsprachenlerner können beide Gesprächspartner an unterschiedlichen Enden des Spektrums gebärden. Eine oft zu beobachtende Mischung ist Vokabular aus der Gebärdensprache, das in der Wortstellung der gesprochenen Sprache gebärdet wird, mit einer vereinfachten oder reduzierten Grammatik, die typisch für Kontaktsprachen ist. Wir können erkennen, dass sich die Sprechgewohnheiten eines Englischsprechers, der zum ersten Mal Französisch lernt, von denen eines französischen Muttersprachlers unterscheiden. Dasselbe passiert, wenn ein Hörender eine Gebärdensprache lernt.
Allerdings gibt es auch im Dialog zwischen zwei gehörlosen Muttersprachlern oft Hinweise auf Sprachkontakt. In formelleren Situationen oder wenn sie mit ihrem Gesprächspartner nicht vertraut sind, verwenden Gehörlose in den Vereinigten Staaten unter Umständen einen eher englischsprachigen Gebärdenstil.
Matt Huenerfauth behauptet, dass Pidgin Signed English sowie Kontaktsprachen Vorteile hinsichtlich der Zugänglichkeit für Benutzer von Gebärdensprachen mit geringeren Schreibkompetenzen schaffen können. Ceil Lucas  erklärt, dass Kontakt auch dann zustande kommt, wenn gehörlose Gebärdensprachler ihre Sprache für hörende Menschen modifizieren, die gerade lernen, eine Gebärdensprache zu verwenden.

## Sprachliche Besonderheiten des Sprachkontakts
Die Gebärdensprachforscher Ceil Lucas und Clayton Valli haben mehrere Unterschiede zwischen dem Sprachkontakt zwischen zwei Gebärdensprachen und den Kontaktphänomenen zwischen einer Gebärdensprache und einer Lautsprache festgestellt.
Wenn zwei Gebärdensprachen aufeinandertreffen, treten die erwarteten Kontaktphänomene auf: lexikalische Entlehnung, ausländischer „Akzent“, Interferenz, Code-Switching, Pidgine, Kreole und gemischte Systeme. Zwischen einer Gebärdensprache und einer gesprochenen Sprache treten auch lexikalische Entlehnung und Code-Switching auf, aber die Schnittstelle zwischen gesprochenem und gebärdetem Modus erzeugt einzigartige Phänomene: das Fingeralphabet, Kombination aus Fingeralphabet und Gebärden, Initialisierung, Coda-Gespräche, Schreibtelefon-Konversationen, Mundbewegungen und Kontaktgebärden.
Der langjährige Kontakt mit gesprochenen Sprachen hat großen Einfluss auf den Wortschatz und die Grammatik von Gebärdensprachen gehabt. Lehnübersetzungen sind üblich, wie etwa die Gebärden BOY und FRIEND (Glossen) in der American Sign Language, die eine Zusammensetzung mit der Bedeutung „Freund“ bilden, oder die teilweise Lehnübersetzung DON'T MIND in der Australischen Gebärdensprache (Auslan), bei der die Gebärde für das Substantiv MIND mit einer nach oben gerichteten Handfläche kombiniert wird, was eine typische Auslan-Negation ist. Wann eine Lehnübersetzung vollständig akzeptabel ist und als „natürliche“ Gebärdensprache (und nicht als Kontaktgebärde) gilt, darüber gehen die Meinungen der Muttersprachler auseinander.
Dieser Prozess scheint bei den am besten dokumentierten Gebärdensprachen wie der American Sign Language, der British Sign Language und Auslan sehr verbreitet zu sein. In allen Fällen sind Gebärdensprecher zunehmend bilingual, sowohl in einer Gebärdensprache als auch in einer „gesprochenen“ Sprache (oder visuellen Formen davon), da die Lesekompetenz der gehörlosen Gebärdengemeinschaft zunimmt. In solchen zweisprachigen Gemeinschaften sind Lehnübersetzungen so häufig, dass auch tiefere grammatische Strukturen aus der gesprochenen Sprache übernommen werden können, was als Metatypie bezeichnet wird. Malcolm Ross schreibt:

„Usually, the language undergoing metatypy (the modified language) is emblematic of its speakers' identity, whilst the language which provides the metatypic model is an inter-community language. Speakers of the modified language form a sufficiently tightknit community to be well aware of their separate identity and of their language as a marker of that identity, but some bilingual speakers, at least, use the inter-community language so extensively that they are more at home in it than in the emblematic language of the community.“

Einige Bevölkerungsgruppen mit einem hohen Anteil gehörloser Menschen haben Gebärdensprachen entwickelt, die sowohl von Hörenden als auch von Gehörlosen in der Gemeinschaft verwendet werden, wie etwa die Martha's Vineyard Sign Language, Yucatec Maya Sign Language, Adamorobe-Gebärdensprache und Al-Sayyid-Beduinen-Gebärdensprache. Es ist unklar, welche Art von Sprachkontaktphänomenen, wenn überhaupt, in solchen Umgebungen auftreten.

## Fingeralphabet
Eines der auffälligsten Phänomene der Kontaktzeichen ist das Fingeralphabet, bei dem ein Schriftsystem durch manuelle Zeichen/Gebärden dargestellt wird. In den Gebärdensprachen mit einem solchen System unterscheidet sich das manuelle Alphabet strukturell stark von den eher „einheimischen“ grammatikalischen Formen, die oft räumlich, visuell motiviert und vielschichtig sind. Fingeralphabete erleichtern die Entstehung neuer Begriffe wie Fachvokabular aus der dominanten gesprochenen Sprache der Region und ermöglichen die Transliteration von Phrasen, Namen und Orten. Sie können auch für Funktionswörtern wie 'at', 'so' oder 'but' verwendet werden.

## Pidgin Sign English
Der Ausdruck Pidgin Sign English (PSE, manchmal auch 'Pidgin Signed English') wird häufig verwendet, um die verschiedenen Kontaktsprachen zu beschreiben, die zwischen der Englischen Sprache und der British Sign Language, New Zealand Sign Language, Auslan oder American Sign Language auftreten. Dieser Begriff wird jedoch nicht mehr verwendet. Pidgin Signed English bezeichnet im Allgemeinen eine Kombination aus American Sign Language (ASL) und der englischen Sprache. Personen, die schwerhörig sind oder später im Leben taub werden, verwenden nach der Verwendung von gesprochenem Englisch häufig eine Mischung aus ASL und Englisch, die als PSE bezeichnet wird. Bei PSE ist es üblich, die meisten englischen Wörter eines Satzes unter Verwendung englischer Grammatik und Syntax mit ASL-Zeichen zu gebärden.
Bei der Kommunikation mit hörenden Englischsprechern verwenden ASL-Sprecher häufig PSE.  Es gibt verschiedene Arten von PSE, von stark englisch beeinflusstem PSE (practically relexified English) bis zu PSE, das lexikalisch und grammatikalisch recht nah an ASL ist, aber einige subtile Merkmale der ASL-Grammatik verändern kann. Das Fingeralphabet kann bei PSE häufiger verwendet werden als normalerweise bei ASL.

## Umgekehrtes Phänomen bei Kindern gehörloser Erwachsener
Kontaktphänomene wurden auch in umgekehrter Richtung, von einer Gebärdensprache zu einer gesprochenen Sprache, beobachtet. Hörende Erwachsene, die als Children of Deaf Adults (CODA, deutsch Kinder gehörloser Eltern) in Haushalten mit gehörlosen Gebärden aufwuchsen, kommunizieren manchmal in gesprochenem und geschriebenem Englisch miteinander und verwenden bewusst ASL-Lehnübersetzungen und zugrunde liegende grammatische Formen.